# 프란기스코스 수르피스
프란기스코스 수르피스(그리스어: Φραγκίσκος Σούρπης, 1943년 3월 4일, 키피시아 ~)는 은퇴한 그리스의 축구 센터백으로, 1962년에서 1973년까지 활약했다.

## 경력
키피시아 출신으로, 수르피스는 장대높이뛰기와 배구에서 두각을 나타냈으나, 축구를 선택하였고, 파나티나이코스에 입단했다. 그는 파나티나이코스의 스톄판 보베크 체제에서 타키스 파풀리디스와 조합되어 4-3-3 포메이션의 중앙 수비를 맡았다. 그는 파나티나이코스에서 11시즌 활약하면서 알파 에트니키를 6번, 그리스 컵을 2번 획득했고, 클럽이 1971 유러피언컵 결승전에 진출하게 도왔다.
수르피스는 1964년과 1967년 사이 그리스 성인 국가대표팀 경기에 6번 출전했다.